# Cryptocarya yaanica
Cryptocarya yaanica là loài thực vật có hoa trong họ Nguyệt quế. Loài này được N.Chao miêu tả khoa học đầu tiên năm 1979.